# Accrington Stanley F.C. (1891)
El Accrington Stanley fue un equipo de fútbol inglés con sede en Accrington, Lancashire. Fundado en 1891, formó parte de la Football League desde 1921 hasta 1962, cuando se convirtió en el segundo club en retirarse de la liga a mitad de temporada. Finalmente, el club fue liquidado en 1966 y disputaba sus partidos en Peel Park.

## Historia
El equipo fue fundado en 1891 y participó en la Football League desde 1921 hasta 1962.
En 1960, el Accrington Stanley enfrentaba serias dificultades financieras, principalmente debido a la compra especulativa de una nueva tribuna en Burnley Road. Esto los llevó a descender a la recién creada Division Four. Sin embargo, solo lograron completar una temporada en esta categoría antes de caer en quiebra. El 12 de febrero de 1962, el presidente Edwin Slinger renunció, revelando que el club tenía deudas de hasta 4,000 libras esterlinas en cuotas de traspaso impagadas y una cantidad similar pendiente con Hacienda. Pilkington, como vicepresidente vitalicio, trajo a Bob Lord, quien, a pesar de ser presidente del cercano Burnley Football Club, convenció a los otros directivos para que dimitieran, prometiendo comprar sus acciones. El último partido de liga del Accrington fue una derrota por 4-0 como visitante ante Crewe el 2 de marzo de 1962. Poco después, en una reunión con los acreedores, se descubrieron nuevas deudas no garantizadas. Esto llevó al club a presentar su renuncia a la Football League, la cual fue aceptada por Alan Hardaker, secretario de la liga, el 11 de marzo de 1962, a mitad de la temporada 1961-62.
Stanley fue admitido en la Lancashire Combination Division Two para la temporada siguiente, y con el apoyo de algunos inversores locales que ayudaron a reducir las deudas a un nivel más manejable, parecía que el club podría tener un nuevo comienzo. En su primera temporada en esta liga, el equipo tuvo un desempeño respetable y logró su primer (y único) ascenso al año siguiente. Sin embargo, esto no duró mucho, ya que el club descendió inmediatamente tras terminar en el último lugar de la Division One.Después de cuatro temporadas en la Lancashire Combination, el club se disolvió. Dos años más tarde, fue reformado.

## Títulos

Gráfico de la clasificación del club en la Football League.

### Lancashire Combination
- Campeones: 1902-03, 1905-06
- Division Two champions (liga inferior): 1963-1964

## Jugadores notables
Jugadores que disputaron al menos 100 partidos para Accrington Stanley o que representaron a sus selecciones nacionales mientras formaban parte del club.
- Harry Anders (1957–60)
- Jimmy Anders (1956–60)
- Jimmy Armstrong (1927–33)
- Armour Ashe (1953–58)
- Cyril Briggs (1946–50)
- Tommy Butler (1947–53)
- Les Cocker (1953–58)
- Doug Daniels (1949–53)
- Wattie Dick (1955–58)